# Droga N991 (Holandia)
Droga prowincjonalna N991 (nid. Provinciale weg 991) – droga prowincjonalna w Holandii, w prowincji Groningen. Łączy miasto Delfzijl z drogą prowincjonalną N362 na południe od Weiwerd. Drogą N991 można dostać się do portu w Delfzijl.
N991 to droga jednopasmowa o maksymalnej dopuszczalnej prędkości 80 km/h. Droga nosi kolejno nazwy Oosterveldweg i Rijksweg.

## Historia
Pierwotnie droga N991 miała być autostradą. W programie budowy autostrad Rijkswegenplan stworzonym w 1932 roku droga miała być częścią autostrady nr 41 łączącej Groningen z Farmsumem. Wersja programu stworzona w 1962 roku była ostatnią, która wliczała budowę autostrady nr 41. W latach 70. autostrada została zastąpiona przez drogę prowincjonalną N46
W 1981 roku rozpoczęto drugą fazę numeracji dróg. Etap ten obejmował nadanie poszczególnym drogom numery od 175 do 399. Ówczesna droga N991 biegła między drogą prowincjonalną N362 w Weiwerd a drogą N7 (obecna autostrada A7). Po wprowadzeniu 1 stycznia 1993 roku w Holandii ustawy o podziale zarządzaniem transportem drogowym (nid. Wet herverdeling wegenbeheer) wprowadzono trzecią i ostatnią fazę numeracji dróg, nadającą im numery od 400 do 999. W związku z tym droga ta otrzymała oznaczenie N991.